# Leonardo Gutiérrez
Leonardo Martín Gutiérrez (ur. 16 maja 1978 w Mar del Plata) – argentyński koszykarz, reprezentant kraju, grający na pozycji rzucającego obrońcy. W 1993 r. zaczął karierę zawodową w Liga Nacional de Básquet, w drużynie Olimpia Venado Tuerto, a obecnie występuje w Peñarol de Mar del Plata. Mistrz olimpijski 2004 oraz brązowy medalista olimpijski 2008.

## Osiągnięcia
Stan na 21 lutego 2016, na podstawie, o ile nie zaznaczono inaczej.

### Drużynowe
- Mistrz:
  - Ligi Amerykańskiej (2010)
  - Ligi Południowoamerykańskiej (1996, 2006)
  - Ligi Panamerykańskiej (2000)
  - Argentyny (1996, 1999, 2002, 2005, 2007, 2009–2012, 2014)
- Zdobywca Pucharu Argentyny (2006, 2008, 2010)
- Zwycięzca turnieju:
  - Super 8 (2009, 2011, 2013)
  - InterLigi (2010, 2012)
  - Triples ligi argentyńskiej (2012)

### Indywidualne
- MVP:
  - sezonu ligi argentyńskiej (2004–2006, 2008, 2010)
  - finałów ligi argentyńskiej (2005, 2007, 2010, 2011)
  - argentyńskiego meczu gwiazd (2006)
  - Ligi Południowoamerykańskiej (2006)
  - turnieju Super 8 (2009)
  - InterLigi (2010, 2012)
- Zwycięzca konkursu wsadów ligi argentyńskiej (1998)
- Uczestnik meczu gwiazd ligi argentyńskiej (2000–2002, 2004–2013)
- Lider strzelców:
  - ligi argentyńskiej (2008)
  - strzelców turnieju Super 8 (2009)
- Zaliczony do składu Ideal Quintet ligi argentyńskiej (2005, 2006, 2008, 2010, 2012, 2014)

### Reprezentacja
- Mistrz:
  - olimpijski (2004)
  - Ameryki (2001, 2011)
  - Ameryki Południowej (2001, 2004, 2012)
  - turnieju Diamond Ball (2008)
- Wicemistrz:
  - świata (2002)
  - Ameryki (2003, 2005, 2007)
  - Ameryki Południowej (2003)
  - Igrzysk Dobrej Woli (2001)
  - Pucharu Stankovicia (2005)
  - Pucharu Marchanda (2007)
- Brąz:
  - igrzysk olimpijskich (2008)
  - mistrzostw Ameryki (2009)
  - Ameryki Południowej (2006)
  - turnieju Diamond Ball (2004)
- Uczestnik:
  - mistrzostw świata (2002, 2006 – 4. miejsce, 2010 – 5. miejsce, 2014 – 11. miejsce)
  - igrzysk olimpijskich (2004, 2008, 2012 – 4. miejsce)
  - mistrzostw świata U–19 (1995 – 6. miejsce)